# K-9 Mail

Предыдущий логотип

K-9 Mail — это свободный и открытый клиент электронной почты для Android. Он разработан как альтернатива стандартным почтовым клиентам, включенным в платформу; он поддерживает протоколы POP3 и IMAP, а также поддерживает IMAP IDLE для уведомлений в реальном времени. Проект назван в честь персонажа сериала «Доктор Кто» K9.
В 2015 году проект получил финансирование $86,000 от Фонда открытых технологий.
13 июня 2022 года было объявлено, что K-9 Mail перешёл во владение MZLA Technologies Corporation, дочерней компании Mozilla Foundation, текущий сопровождающий Christian Ketterer присоединился к команде, и о планах переименовать K-9 Mail в Thunderbird для Android, после завершения разработки функций, включая синхронизацию с Thunderbird на PC, интеграцию автоматической системы настройки учётной записи Thunderbird, фильтрацию сообщений улучшения папок.

## Восприятие
Это приложение было загружено из магазина Google Play от 5 до 10 миллионов раз с момента его выхода и было оценено более чем 90000 человек с почти таким же количеством отзывов с 1 звездой, как и с 5 звездами, во многих случаях из-за фундаментальной реструктуризации программы в августе 2021 года, которая не получил широкого признания среди пользователей а совсем недавно из-за использования батареи при использовании push to fetch mail. В период с 2011 по 2013 год оно было широко рассмотрено и получило особую похвалу в СМИ как замена стандартному почтовому приложению.

## Возможности
- Работает с IMAP, POP3
- Синхронизация папок
- Шифрование с поддержкой OpenKeychain
- Подписи
- Хранение на SD-карте